# Utagawa Kunitoshi (II)
Pour les articles homonymes, voir Utagawa Kunitoshi et Utagawa.
Utagawa Kunitoshi (歌川国歳) est un peintre japonais du style ukiyo-e actif de 1868 à 1912.
Le ukiyoe binran (« guide des peintres Ukiyo-e ») de 1893 distingue Kunitoshi comme élève de Toyokuni III. (Utagawa Kunisada) et mentionne qu'il est actif depuis l'ère Meiji ou l'ère Keiō. 
On connaît de lui six œuvres de sa main dont deux images de belles femmes (des bijin-ga) et une peinture d'un fantôme, deux rouleaux d'une intervention des pompiers à Tokyo et une affiche pour une représentation de théâtre kabuki. 
Aucune autre information n'est disponible sur sa vie ou son œuvre.